# گلاج
گُلاج یا گولانج نانی است نازک مانند کاغذ که از نشاسته و سفیده تخم مرغ درست می‌کنند.
نان گلاج را بیشتر در قدیم در ایران درست می‌کرده‌اند و آن را در شربت قند ریخته و می‌خوردند. گلاج در شربت را لابرلا می نامیدند.